# 劍齒虎 (漫威漫畫)
劍齒虎（英語：Sabretooth），本名維克多·克里德（Victor Creed），是一名在漫威漫畫中出現的虛構超級反派兼反英雄，由作家克里斯·克萊蒙特和藝術家約翰·伯恩所創作。劍齒虎於《鐵拳俠》#14中首次登場。
2008年，Wizard將劍齒虎列為漫畫角色二百強排名第193名。2009年，IGN將劍齒虎列為漫畫反派百強排名第44名。

## 人物
維克多·克里德在年輕時經常受到父親的虐待，某天殺掉自己的父親和兄弟。長大成人的劍齒虎在加拿大遇上金鋼狼，由於他們有差不多的經歷，維克多起初並沒有對金鋼狼產生任何敵意，直到金鋼狼和銀狐在一起。維克多在金鋼狼生日當天強暴和幾乎殺掉了銀狐，令金鋼狼大怒之下與維克多激戰起來，維克多最後獲勝。後來劍齒虎加入了X小隊，與金鋼狼和銀狐重遇，但由於被多次洗腦後，他們兩人都不記得以往的往事。

## 其他媒體

### 電視
- 《X戰警》：由唐·弗蘭克斯（英语：Don Francks）配音。
- 《X戰警：進化》：由麥可·多諾萬（英语：Michael Donovan）配音。
- 《金鋼狼與X戰警（英语：Wolverine and the X-Men (TV series)）》：由彼得·勞瑞（英语：Peter Lurie）配音。
- 《Q版大英雄》：由查理·阿德勒（英语：Charlie Adler）配音[3]。
- 《終極蜘蛛俠》：由彼得·勞瑞（英语：Peter Lurie）配音[4]。

### 電影
- X戰警電影系列
  - 《X戰警》（2000年）：由泰勒·馬恩（英语：Tyler Mane）飾演。
  - 《X戰警：金鋼狼》（2009年）：由李佛·薛伯飾演，設定為金鋼狼的同父異母兄弟。

- 漫威電影宇宙
  - 《死侍與金鋼狼》（2024年）：由泰勒·馬恩（英语：Tyler Mane）回歸飾演[5]。

### 遊戲
- 《X戰警2：金鋼狼的復仇（英语：X2: Wolverine's Revenge）》：電子遊戲，由弗雷德·塔賽歐塔爾（英语：Fred Tatasciore）配音。
- 《漫威英雄 Online》：玩家創角時可選擇劍齒虎為遊戲角色，或另付費購買。
- 《乐高漫威超级英雄》：電子遊戲，由特拉維斯·威林厄姆配音。
- 《漫威：未來之戰》：手機遊戲，劍齒虎是玩家可使用角色之一。

## 外部連結
- Sabretooth（页面存档备份，存于） 漫畫書數據庫
- Sabretooth（页面存档备份，存于） 超級英雄數據庫
- Marvel Comics Database: Sabretooth（页面存档备份，存于）